# Sericaglaea
Sericaglaea là một chi bướm đêm thuộc họ Noctuidae.

## Loài
- Sericaglaea adulta (Guenée, 1852)
- Sericaglaea signata (French, 1879)